# Струга
Стру́га (макед. Стру́га; алб. Strugë/Struga) — город на юго-западе Северной Македонии, на берегу Охридского озера, центр общины Струга. Известен с XI века.
Население — 15 009 жителей (2021).
В Струге проходит один из самых известных поэтических фестивалей Европы — Стружские вечера поэзии.

## Города-побратимы
- Фамагуста[1]

## Уроженцы

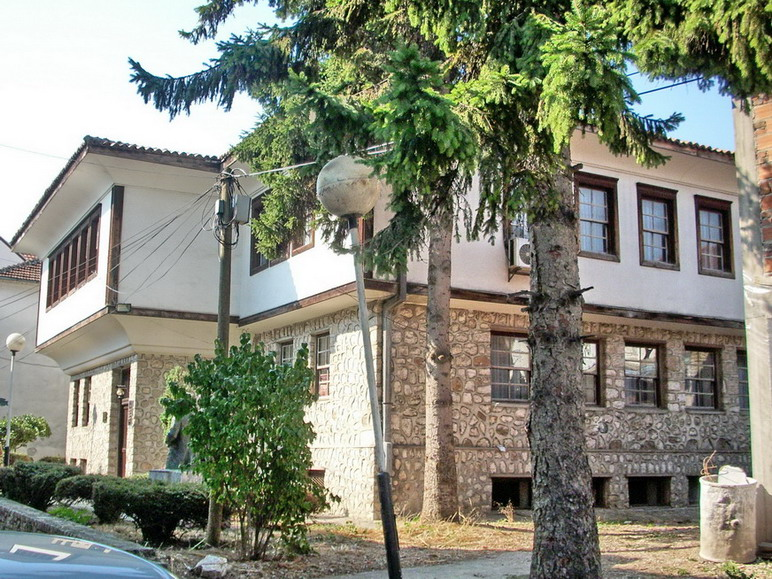
Дом братьев Миладиновых

- Братья Миладиновы, деятели болгарского культурного возрождения 19 века.
- болгарский революционер и публицист Христо Матов.
- македонский писатель Ристо Крле[2].
- Сафет Жулали, министр обороны Албании в 1992—1997 годах.